# Abu Dhabi Tour
Abu Dhabi Tour – wyścig kolarski rozgrywany w Zjednoczonych Emiratach Arabskich w latach 2015–2018.
Pierwsza edycja miała miejsce w 2015. W latach 2017–2018 był on częścią UCI World Tour i posiadał kategorię 2.UWT. Po edycji z 2018 w miejsce rozgrywanych dotąd wyścigów Abu Dhabi Tour i Dubai Tour utworzono jeden, połączony UAE Tour.

## Zwycięzcy
Opracowano na podstawie:
| Rok  | Pierwsze           | Drugie          | Trzecie            |
| ---- | ------------------ | --------------- | ------------------ |
| 2015 | Esteban Chaves     | Fabio Aru       | Wout Poels         |
| 2016 | Tanel Kangert      | Nicolas Roche   | Diego Ulissi       |
| 2017 | Rui Costa          | Ilnur Zakarin   | Tom Dumoulin       |
| 2018 | Alejandro Valverde | Wilco Kelderman | Miguel Ángel López |